# Heckerbrücke
Die Heckerbrücke ist eine Straßenbrücke über die Isar im Zug der Bundesstraße 471 zwischen Garching bei München und Ismaning. Die Brücke liegt 13 Kilometer von München entfernt.

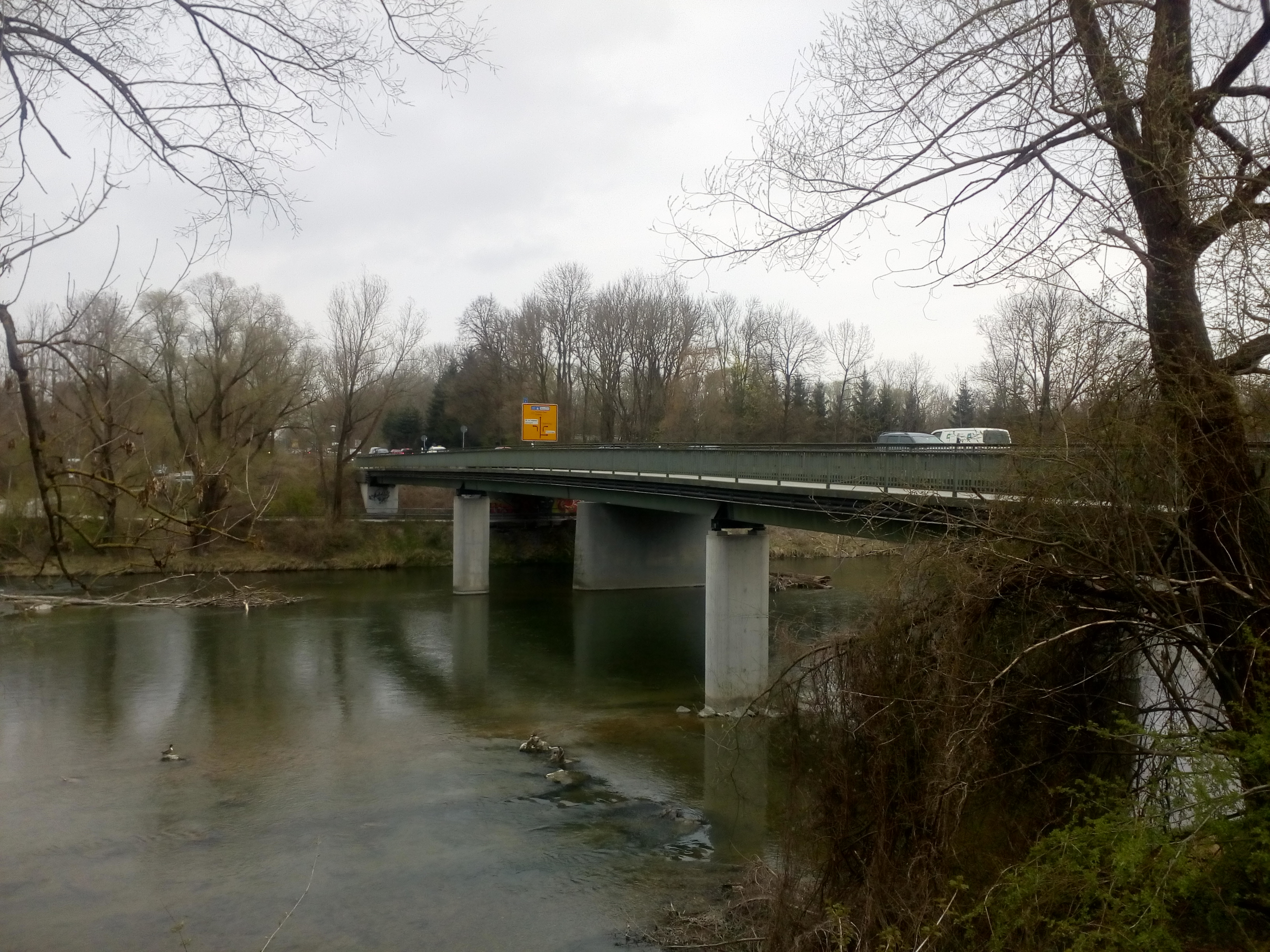
Die Heckerbrücke

## Lage

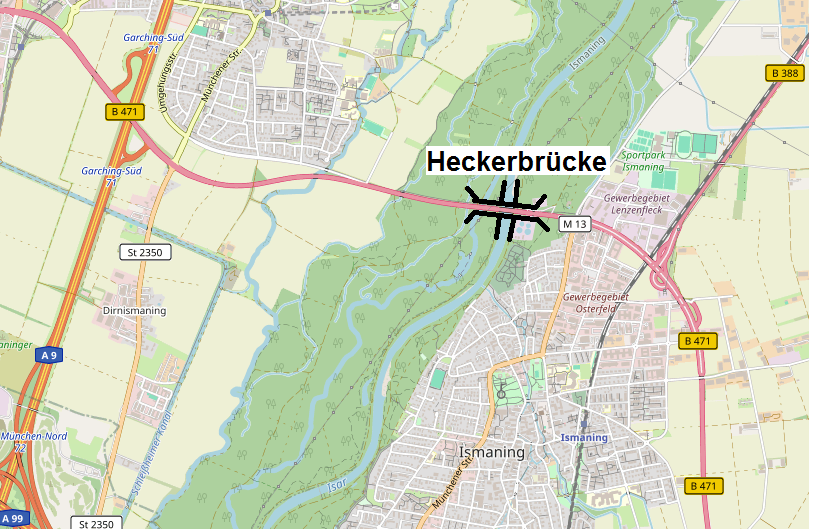
Lage auf OpenStreetMap

Die 114 m lange Betonbalkenbrücke ist zusammen mit dem unmittelbar nördlich von ihr gelegenen Fußgänger- und Radfahrersteg (Weite 33 m, Länge 105 m) die nördlichste Isarquerung im Landkreis München. Mit der Bundesstraße 471 ist sie Teil einer Umgehungsstraße rund um München.

## Geschichte
Die Heckerbrücke wurde im Jahr 1960 errichtet. Damals diente sie nur als Verbindung zwischen Garching und Ismaning. Bald darauf bekam sie mit der Bundesstraße 471 größere Bedeutung. Bis Mitte der 1970er der Bundesautobahn 99 gebaut wurde, stellte sie die wichtigste Verbindung zur Umgehung der Münchener Innenstadt. Aber auch nach diesem Bau blieb sie eine wichtige Isarquerung im Norden des Landkreises München.
Im Dezember 2018 wurde die Brücke  wegen des schlechten Bauwerkzustands für Fahrzeuge mit einem zulässigen Gesamtgewicht von über 20 Tonnen gesperrt. Deshalb wurde die Brücke Anfang August bis Anfang September 2019 instand gesetzt.
Außerdem wurde ein weiterer Fußgänger- und Radfahrersteg auf der Höhe des Ismaninger Ortsteils Fischerhäuser zum Forschungszentrum Garching gebaut. Der Isarsteg Garching–Fischerhäuser wurde 2024 eröffnet.